# USS Kadashan Bay (CVE-76)
Авіаносець «Кадашан Бей» (англ. USS Kadashan Bay (CVE-76)) — ескортний авіаносець США часів Другої світової війни, типу «Касабланка».

## Історія створення
Авіаносець «Кадашан Бей» був закладений 2 вересня 1943 року на верфі Kaiser Shipyards у Ванкувер. Спущений на воду 11 грудня 1943 року, вступив у стрій 18 січня 1944 року.

## Історія служби
Після вступу в стрій авіаносець «Маркус Айленд» брав участь в десантних операціях на Західні Каролінські острови (вересень 1944 року), у битві в затоці Лейте, в десантах на о. Лейте (жовтень-грудень 1944 року), в затоці Лінгаєн (о. Лусон, січень 1945 року).
8 січня 1945 року авіаносець був пошкоджений камікадзе (3 поранених) та вирушив на ремонт у США.
Після закінчення бойових дій корабель перевозив американських солдатів та моряків на батьківщину (операція «Magic Carpet»).
14 червня 1946 року авіаносець «Кадашан Бей» був виведений в резерв.
12 червня 1956 року він був перекласифікований в допоміжний авіаносець CVU-76.
13 серпня 1959 року «Кадашан Бей» був виключений зі списків флоту і зданий на злам.